# インパルス・アレーナ
WWKアレナ（WWK ARENA）は、ドイツ・バイエルン州・アウクスブルクにあるサッカースタジアム。FCアウクスブルクのホームスタジアムである。観客収容は30,660人で19,060人が椅子席、11,034が立ち見席となっている。将来的に収容数を49,000人にまで拡大させる計画がある。FCアウクスブルクは以前はローゼナウシュタディオンを利用していた。
2010 FIFA U-20女子ワールドカップおよび2011 FIFA女子ワールドカップの会場に選ばれている。ただしFIFAの規定により大会期間中はFIFA女子ワールドカップスタジアム・アウクスブルクと呼ばれる。また、UEFAの主催試合でも命名権が禁止され、アウクスブルク・アレーナと呼ばれる。